# Heinz-Schleußer-Marina

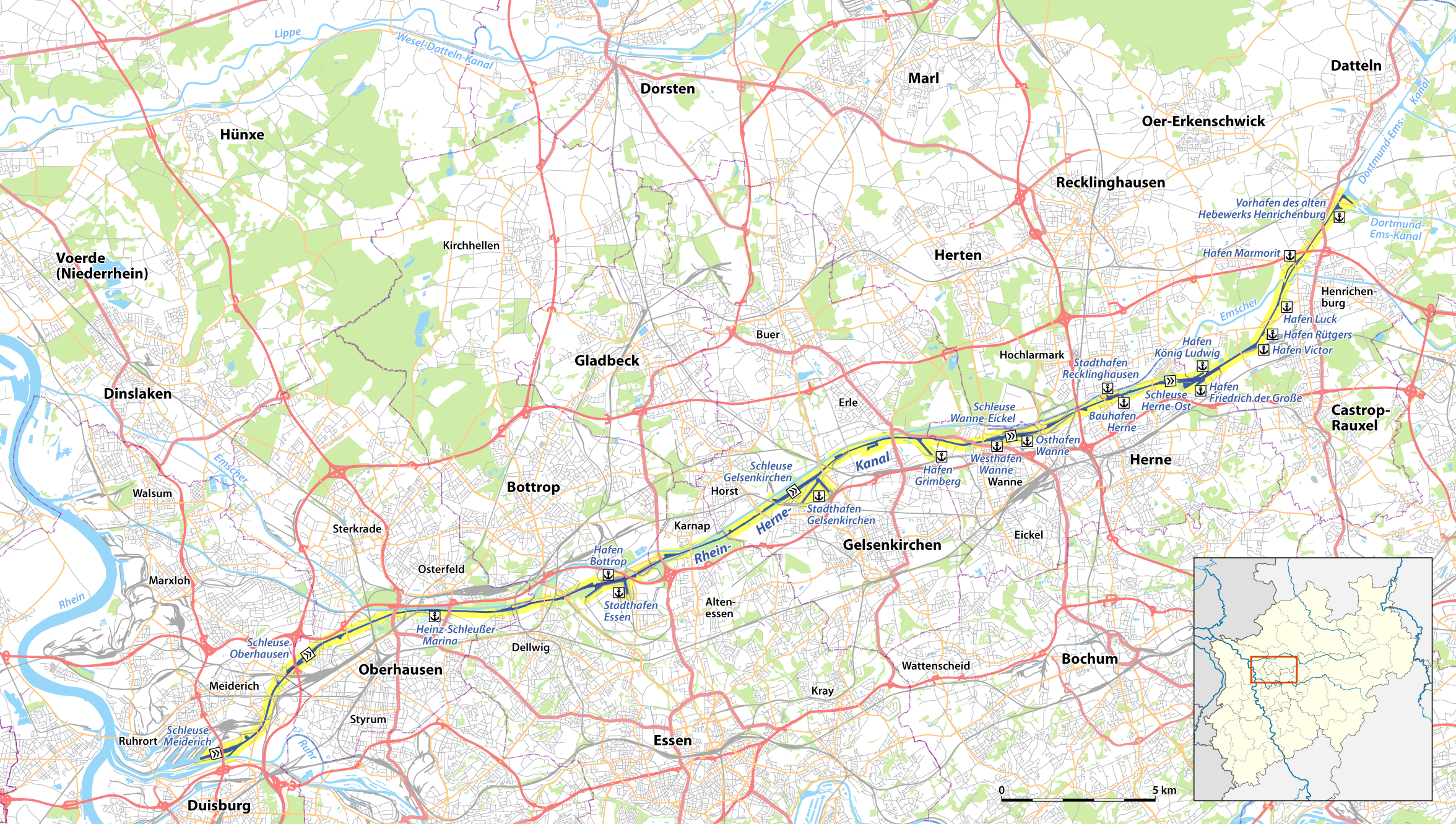
Karte des Kanals mit Häfen, Schleusen u. v. a. m.

Die Heinz-Schleußer-Marina ist ein Sportboothafen am Rhein-Herne-Kanal (km 10,7) in der Neuen Mitte Oberhausen.
Nach neunmonatiger Bauzeit wurde 2004 die nach dem Gewerkschafter, Oberhausener SPD-Ratsfraktionsvorsitzenden und zeitweiligem Finanzminister Nordrhein-Westfalens Heinz Schleußer benannte Marina vom damaligen Ministerpräsidenten Peer Steinbrück eröffnet. Die Hafenfläche von 110 mal 70 Metern bietet 60 Sportbooten an der Kaimauer und an Stegen Liegeplätze. Bei einer Wassertiefe von 3,50 (Einfahrt) bis 2,50 Metern (hinterer Teil) können auch größere Boote festmachen. Zu den Serviceeinrichtungen zählen unter anderem eine Fäkalienabsauganlage, ein 3,2-Tonnen-Kran, Sanitär- und Versorgungseinrichtungen. Eine Slipanlage fehlt.

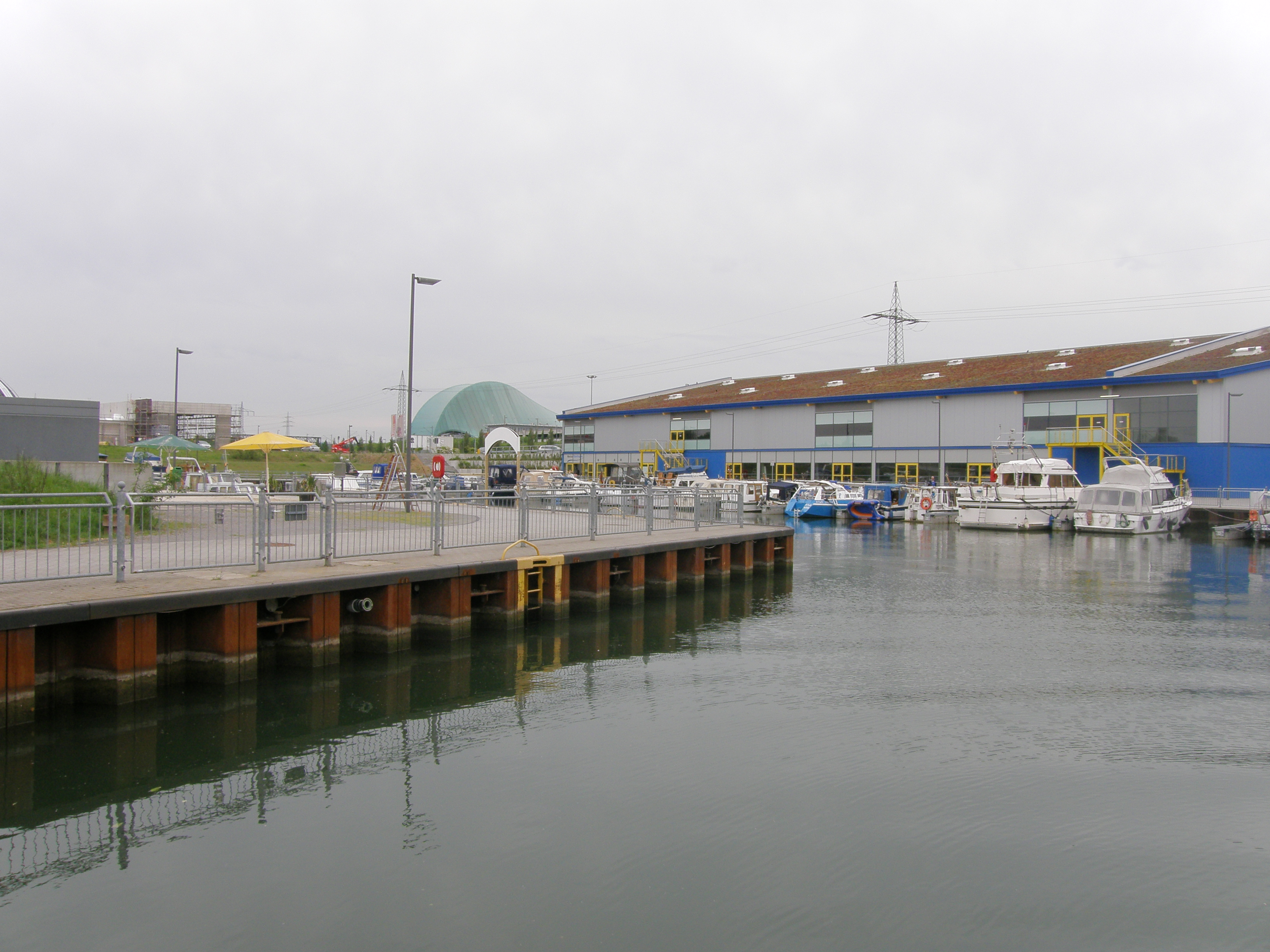
Blick von der Einfahrt auf die Marina, im Hintergrund das Musicaltheater
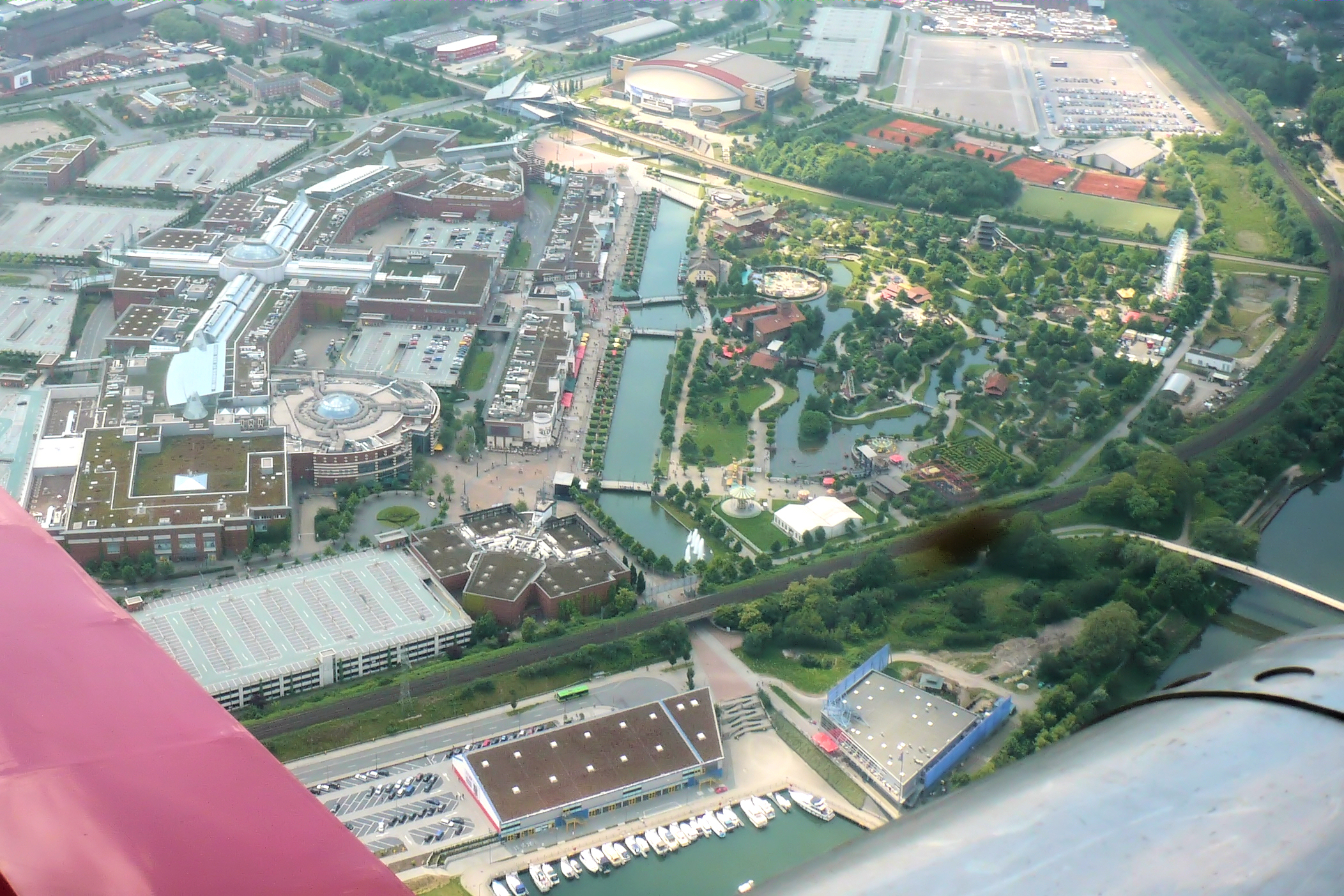
Ganz unten die Marina mit Sealife & Modellbahnwelt, daran anschließend Centro, Park und Arena
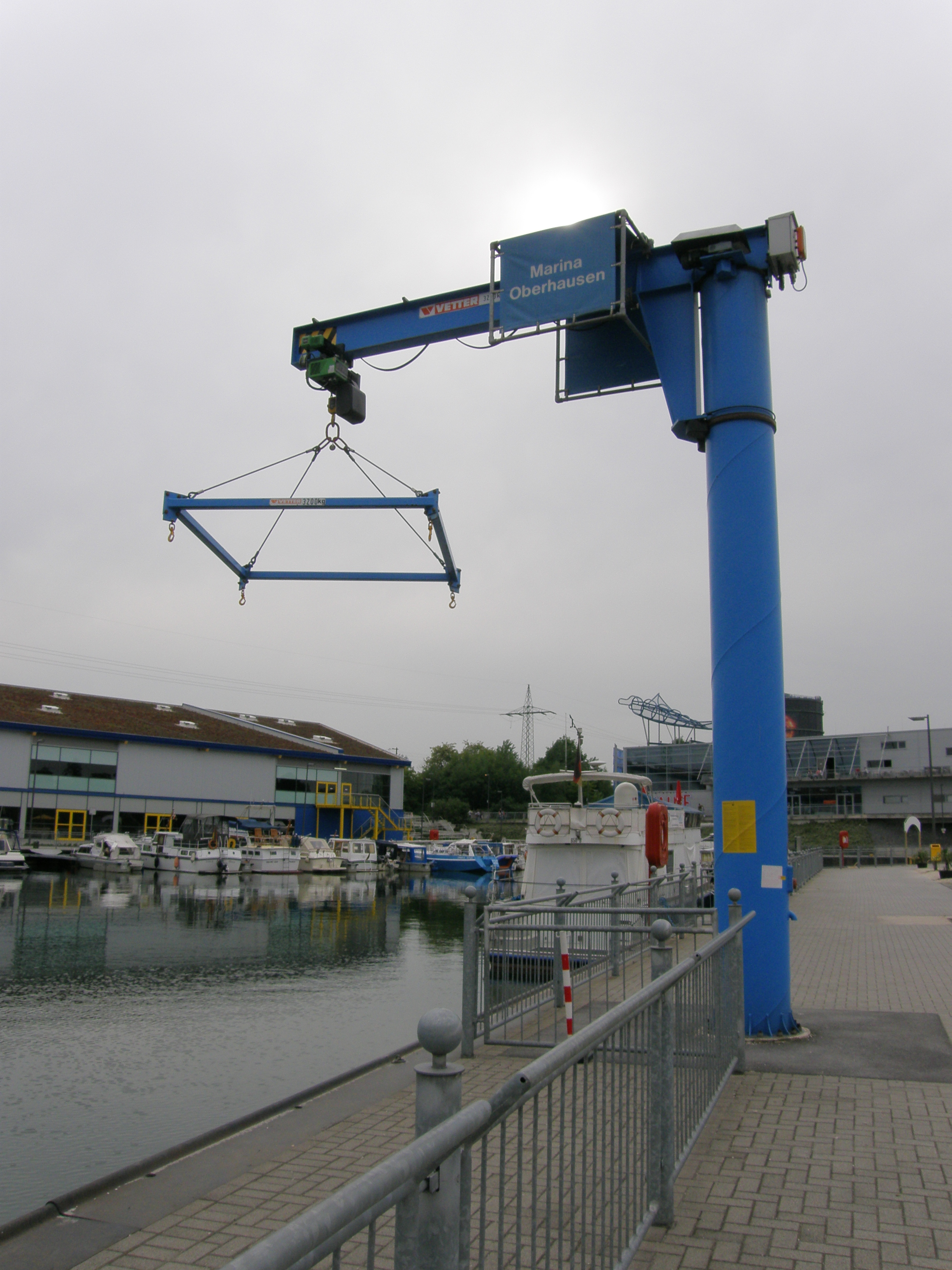
Inzwischen vorhandener Bootskran

Finanziert wurde die Marina vom Land Nordrhein-Westfalen (Regionales Wirtschaftsförderprogramm RWP), der EU (Europäischer Fonds für regionale Entwicklung) und der Oberhausener Bauförderungsgesellschaft.
Direkt an der Marina liegen das Sealife Oberhausen, ein Süß- und Salzwasseraquarium mit Schwerpunkt auf dem Atlantik, ein Spionage-Museum (in den Räumen der ehemaligen Modellbahnwelt Oberhausen), seit November 2009 die Erlebnisausstellung „Götter, Geister und Dämonen“ und das im Dezember 2009 fertiggestellte Freizeitbad „Aquapark“. Kurz dahinter liegen das Einkaufszentrum CentrO, die Musicalbühne Metronom Theater, der Sea Life Abenteuer Park (ehemals CentrO-Park), der Gasometer Oberhausen und die König-Pilsener-Arena.
Etwas weiter am Rhein-Herne-Kanal (km 9,2) liegt der Wasserwanderrastplatz Neue Mitte, dort legen auch Passagierschiffe an.